# Роберто Баджо
Робе́рто Ба́джо (італ. Roberto Baggio, *18 лютого 1967 року, Кальдоньйо, Венето, Італія) — італійський футболіст. Виступав на позиціях нападника та плеймейкера. Один з найкращих гравців в історії футболу. Всю свою кар'єру виступав в італійських клубах, зокрема у всіх трьох грандах — «Ювентусі», «Мілані» та «Інтері». Займає 16 місце (перший серед італійців) серед 100 найкращих футболістів 20 століття за версією журналу World Soccer. 4 березня 2004 року вибраний Пеле в список ФІФА 100. За інтернет опитуванням ФІФА є четвертим гравцем 20 століття, після Марадони, Пеле та Еусебіу. Єдиний гравець в історії збірної Італії який забивав у трьох Кубках світу, у 1990, 1994 та 1998 роках. У 1993 році став володарем Золотого м'яча та найкращим гравцем року ФІФА. П'ятий бомбардир в історії Серії А та четвертий в історії збірної Італії. На офіційному рівні зіграв 700 матчів та забив 318 голів.

## Ранні роки
Роберто Баджо народився в 18 годин 15 хвилин 18 лютого 1967 року в невеличкому містечку Кальдоньйо, поблизу Віченци, на півночі Італії, в сім'ї Фіоріндо, який працював слюсарем, та Матильди Баджо. Він був шостою дитиною в сім'ї, до нього народилися Джана, Вальтер, Карла, Джоржіо та Анна Марія, після нього Надія та Едді.

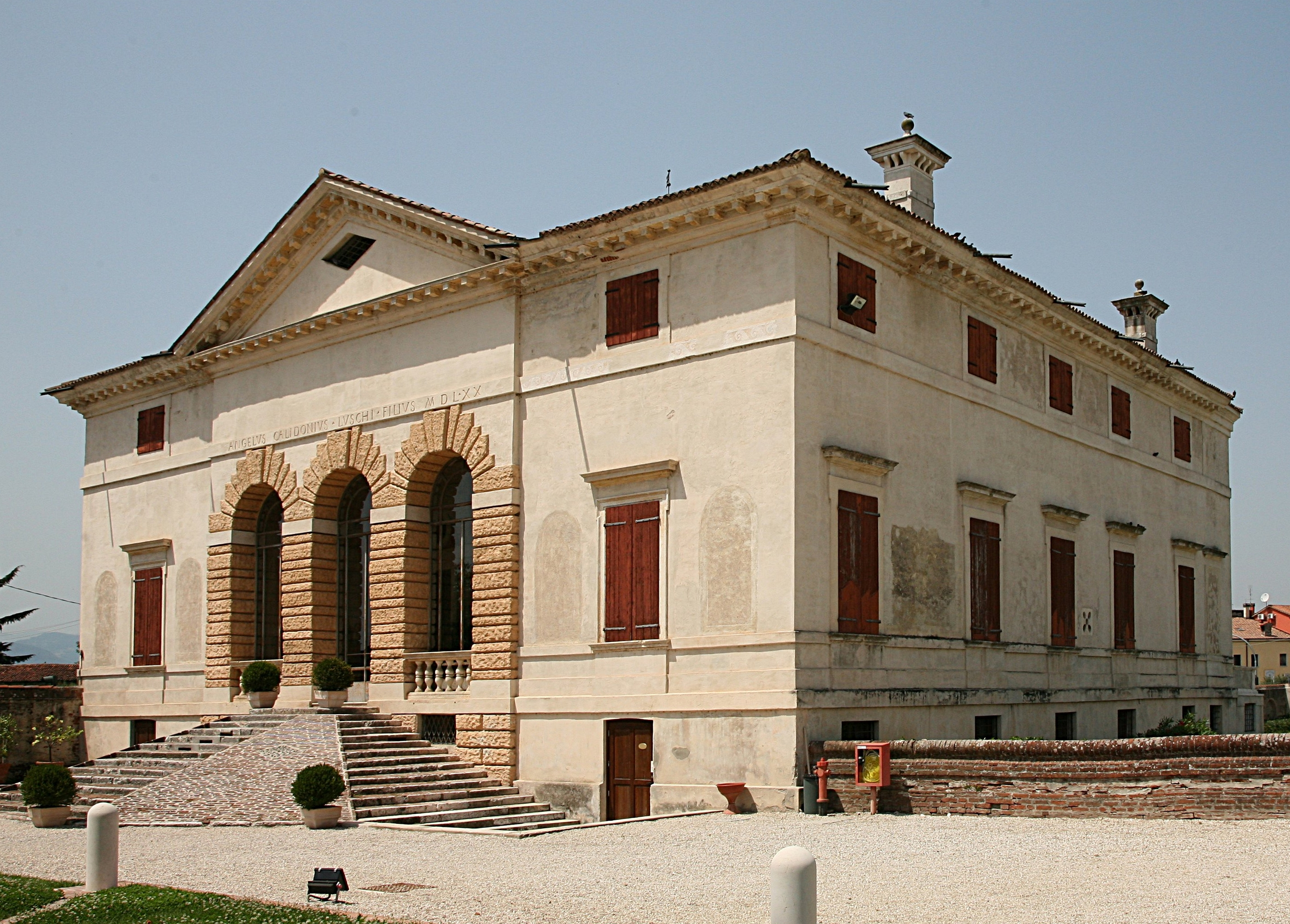
Кальдоньйо. Місто де народився Роберто Баджо

Юний Робі зростав дуже активним, вже з малих років він грав в футбол. Першим його полем був коридор будинку, а його суперниками були його брати. Його батьки були зразковими католиками, тому в сім'ї були суворі релігійні порядки. Дітей вкладали спати рано, але винятки робилися коли по телевізору показували футбол. Батько Роберто Фіоріндо був великим шанувальником велоспорту, він займався ним до глибокої старості, тому намагався прищепити Роберто любов до цього спорту, але футбол для нього був на першому місці. Іноді мати силою забирала в нього м'яч та бутси, але він потай забирав їх з батькової кімнати і знову біг на поле. Старші брати брали його на сусідній пустир де грали з сусідськими хлопцями. Спочатку більші хлопці виганяли малого Робі з поля, але він не здавався і біля кромки поля набивав м'яч та поліпшував техніку. Через деякий час коли хлопці побачили що Робі вправно працює з м'ячем його повернули на поле, де він поступово став одним з найкращих.
В дев'ять років Роберто разом зі старшим братом Вальтером почав ходити на тренування в місцеву дитячу команду, яку тренував пекар Джанп'єтро Дзенере. Вже в одинадцятирічному віці Роберто став місцевою зіркою. Він багато забивав, але ще більше віддавав результативних передач. В одному з матчів Роберто забив 5 голів за перший тайм, а загалом в матчі 6 голів. На тій грі був присутній Антоніо Мора, він був скаутом команди Серії С1 «Віченца». Він запропонував Роберто перейти в свою команду. «Віченца» виплатила компенсацію за трансфер команді міста Кальдоньйо 500 тисяч лір, стільки тоді коштував доволі середній моторолер.

## Клубна кар'єра

### «Віченца»
В 14 літньому віці Роберто почав їздити на тренування в сусіднє місто Віченца, до якого було 10 кілометрів. Навчання в школі, через футбол, було далеко не самим головним в житті Роберто. Попри те що він не приділяв достатньо часу школі, йому вдавалося отримувати необхідні оцінки, адже він був дуже популярний в себе в місті. Навіть в останньому класі школи на екзамені з італійської мови йому довелося розбирати лише таке речення:
|  | Я знаю, що ти видатний футболіст. |

Роберто швидко адаптувався в новій команді. З часом партнери по команді за філігранну роботу з м'ячем стали називати його Зіко, на честь популярного тоді бразильського футболіста. Він брав участь у матчах Чемпіонату Беретті, в якому брали участь гравці віком не старше 20 років де грали між собою клуби Серії С1, клуби Серії А та Серії B теж грали окремі чемпіонати. В цьому турнірі Роберто провів 220 матчів та забив 110 голів та проявив себе як справжній лідер. Команда виступала чудово, а Роберто не тільки багато забивав, а ще й віддавав багато результативних передач. Бувало що на матчі команди ще хлопчаків ходило близько 1000 глядачів. Тодішній головний тренер дорослої команди Бруно Мацціа помітив перспективного юнака і наважився перевести його в основний склад в останню гру чемпіонату, 5 червня 1983 року, в віці 16 років, Роберто Баджо дебютував в дорослому футболі.

Роберто Баджо в футболці «Віченци»

В наступному сезоні 1983-1984 на зміну Бруно Мацціа, на місце головного тренера прийшов Бруно Джорджі. Він більше довіряв молодим гравцям і остаточно перевів Роберто до складу дорослої команди. По закінченні сезону Роберто провів в чемпіонаті 6 матчів та забив 1 гол, а його команді не вистачило лише одного очка щоб зайняти місце яке дало б право на виступ в Серії В, «Віченцу» тоді випередили «Парма» та «Болонья». В тому сезоні Роберто грав також в Кубку Італії. Там він провів 4 матчі і дійшов до 1/8 фіналу. До того ж він виступав в Кубку Італії серед команд Серії С1, де він провів 2 матчі та забив 1 м'яч.
З 1984 року Роберто став беззаперечним гравцем основи команди. Його 12 голів в 29 матчах допомогли його команді вийти в Серію В. На молодого гравця звернули увагу багато клубів Серії А. Президент «Сампдорії» Паоло Мантовані дуже хотів бачити Роберто в своїй команді, але «Віченца» просили за нього багато коштів, до того ж згодом президент потрапив в лікарню Хьюстона і не зміг контролювати переговори. Далі вступив в переговори «Ювентус», але «Фіорентина» перебила ціну конкурента і заплатила 3 мільярда лір (близько 1,5 мільйона євро). Через 2 дні після підписання контракту, а саме 5 травня 1985 року, в одному з останніх матчів чемпіонату проти «Ріміні» Арріго Саккі, Роберто отримав важку травму. Після його голу команда вигравала 1:0, в одному з епізодів Роберто пішов в підкат. Як виявилось невдало, він розірвав хрестоподібні зв'язки правого коліна. Роберто потрапив до відомого своїми операціями на ногах французького хірурга Жіля Буске. Він успішно зробив дуже складну операцію на правому коліні Роберто, було накладено 220 швів. Ускладнювало становище те що в 16 років у нього виявили сильну алергію до анальгетиків, що до кінця кар'єри не дозволяло зменшити біль при травмах. Після тієї операції в нього одна нога стала більше іншої і ця травма все життя нагадувала про себе.
|  | Роберто Баджо: — Той, хто подивиться на мої тренування перед початком матчу, сильно злякається. Під час масажу моя права нога видає такі неприродні звуки, неначе ось-ось зламається. Біль ніколи не залишає мене. Кожен день – ще один тест, випробування продовжується. Ти знаєш, що будь-яке тренування може стати останнім. |

Попри те що Роберто не дограв до кінця чемпіонату італійський журнал Guerin Sportivo, підрахував середній бал найавторитетніших газет Італії La Gazzetta dello Sport, Corriere dello Sport та Tuttosport виступів Баджо, назвав його найкращим гравцем Серії С1.

### «Фіорентина»
У тодішнього президента «Фіорентини» Раньєрі Понтелло з'явилась можливість розірвати щойно підписаний контракт, але він цього не зробив і повірив що Роберто поверне минулі кондиції. Влітку 1985 він таки перейшов до «Фіорентини» і почав виснажливий та довгий процес відновлення після дуже важкої травми. Після операції Роберто втратив 12 кілограмів і важив лише 56 кілограмів. Багато місяців він займався в спортзалі по спеціальній відновлюваній програмі, доводячи себе до знемоги. З понеділка по суботу він проводив по два заняття на день, зосередившись лише на відновлюванні і відгородившись від зовнішнього світу. Поступово фізичний стан Роберто став покращуватись, він поступово збільшував навантаження і взимку 1986 року головний тренер команди Альдо Агроппі почав потроху виводити свого гравця на поле. Роберто взяв участь в п'яти матчах Кубку Італії, де його «Фіорентина» дійшла до півфіналу. В чемпіонаті ж тренер не ризикнув випустити Роберто в жодному матчі, команда до кінця сезону боролася за четверте місце з «Торіно» і таки досягла свого, однак поділила це місце з суперником, адже набрала таку ж кількість очок.
На початку сезону 1986-1987 на місце головного тренера клубу зайняв Еудженіо Берселліні. 21 вересня 1986 року, в другому турі чемпіонату, він виставив Роберто в основі команди в матчі проти «Сампдорії», який пройшов у Флоренції. Так, в 19 років Роберто дебютував в Серії А. Він вийшов в основі команди під десятим номером і допоміг обіграти суперника з рахунком 2:0. Скоро трапився дебют і у єврокубках. В першому кваліфікаційному раунді Кубку УЄФА у Флоренції він зіграв проти португальської «Бенфіки», матч закінчився з рахунком 1:0 на користь «Фіорентини». Здавалось би він набув чудової форми і повністю оговтався після травми, але 11 грудня 1986 року на тренуванні Роберто знов пошкодив праве коліно, був пошкоджений меніск. Його нога знов потребувала операції, тому він вирушив до Сент-Етьєнна в клініку імені Пьєтро Меннеа, а оперував вже відомий йому Жіль Буске. Ця операція була не такою складною, тому на початку травня 1987 року Роберто повернувся на поле. 11 травня в Неаполі відбувся матч проти «Наполі» Дієго Марадони, який в тому сезоні вперше став чемпіоном Італії. Роберто забив свій перший гол в Серії А чудовим ударом зі штрафного, а матч закінчився внічию 1:1. Загалом він зіграв 4 останні гри чемпіонату, а його команда зайняла дев'яте місце при рівності очок з «Комо» та «Торіно». Також в Кубку Італії він провів 4 матчі та забив 2 голи.

Роберто Баджо в грі проти Марадони

В новому сезоні головним тренером став швед Свен-Горан Ерікссон. Він вирішив що після низки серйозних травм і зіграних за 2 сезони лише 5 матчів в Серії А, Баджо не зможе грати в повну силу і вирішив його позбутися. Але керівництво стало на сторону Роберто і відмовила в цьому своєму тренеру. Згодом новий тренер, бачачи наполегливі тренування і неабияку техніку Роберто, почав довіряти йому і випускати його на поле. Під керівництвом нового тренера в першому сезоні Роберто став гравцем основи команди, в чемпіонаті зайняв 8 місце і зіграв 27 матчів, забивши 6 голів. Грав він і в Кубку Італії, де зігравши 7 матчів і забивши 3 м'ячі дійшов до 1/8 фіналу. Хоча фізично йому було ще дуже важко витримувати високий темп, незважаючи на молодий вік він почував себе ветераном, який дуже швидко втомлювався.
Наступний сезон став вдалішим для Роберто, він набрав оптимальні кондиції і в чемпіонаті зіграв в 30 матчах і забив 15 голів, ставши 4 бомбардиром сезону. Тим не менш «Фіорентина» зайняла 7 місце, набравши однакову кількість с «Ромою» і обігравши її в плей-офф за право грати в наступному сезоні в Кубку УЄФА. В Кубку Італії Роберто провів 10 матчах і забив 9 голів вивівши свою команду в чвертьфінал, де вона поступилася майбутньому володарю цього кубку «Сампдорії».
В сезоні 1989-1990 команду очолив Бруно Джорджі, під його керівництвом Роберто починав дорослий шлях футболу в «Віченца», ще з тих часів в них були чудові стосунки і порозуміння. Той чемпіонат Роберто провів дуже сильно, забив 17 голів, в спорі бомбардирів випередив на один гол Дієго Марадону і відстав лише на 2 м'ячі від найкращого бомбардира того сезону нідерландця Марко ван Бастена. Попри це команда виступала недобре і займали нижню частину турнірної таблиці. Наприкінці сезону за низький результат керівництво «Фіорентини» звільнило Бруно Джорджі і замінило його Фінченцо Граціані. Краще команда Баджо виступила в Кубку УЄФА, в 1/8 завдяки голу Роберто «Фіорентина» обіграла київське «Динамо», в 1/4 був обіграний «Осер», в 1/2 німецький «Вердер». В фіналі його «Фіорентина» зустрілася з туринським «Ювентусом», який тоді тренував Діно Дзофф. У ті часи фінал грався у двох матчах, у першому матчі в Турині «Фіорентина» поступилася з рахунком 3:1, матч-відповідь закінчився нульовою нічиєю і за сумою двох матчів Кубок УЄФА виграв «Ювентус». Тим не менш для вболівальників «Фіорентини» Роберто став справжнім кумиром, вони вважали його найкращим гравцем світу. За підсумками сезону він отримав трофей Trofeo Bravo, який присуджується найкращому молодому гравцю в Європі. Через чудову гру Роберто ним почали цікавитися гранди світового футболу", по закінченню сезону «Ювентус» звернувся до господарів «Фіорентини» сім'ї Понтелло з пропозицією в 18 мільярдів лір (13,1 мільйона євро) за перехід Роберто Баджо до них. Це була рекордна сума за контракт футболіста. Спокусившись на величезні гроші Понтелло згодилися на угоду. В ситуацію намагався втрутитись відомий італійський кінопродюсер Маріо Чеккі Горі, який саме в той час намагався купити «Фіорентину», але у нього нічого не вийшло, він не зміг завадити трансферу. Сам Роберто не хотів переходити в інший клуб. Йому подобалося у Флоренції, незадовго до цього він купив там будинок. В цьому місті він познайомився і подружився з відомим італійським актором і режисером Роберто Беніньї, з яким він нерідко проводив час в жартах і веселощах. В команді він був беззаперечним лідером, вболівальники його обожнювали. Але керівництво клубу на це не зважало.
|  | Роберто Баджо: — Я повинен був піти, тому що хтось хотів цього. Вони вже самі все вирішили. Я відчував себе як закоханий, в якого без пояснень, безпричинно відняли кохану жінку. |

18 травня 1990 року в 13 годин 48 хвилин контракт був підписаний і Роберто Баджо офіційно став гравцем «Ювентуса». Дізнавшись про перехід свого улюбленця в інший клуб сотні розлючених фанатів Фіорентини зібрались біля головного офісу Фіорентини протестуючи проти продажу Баджо. Щоб вгамувати агресивних фанатів приїхали посилені наряди поліції. Почалися грандіозні сутички та безлад. Фанати почали палити машини, бити вітрини магазинів та все що попадалося їм під руку. В той час Збірна Італії готувалась до Чемпіонату Світу на своїй базі Коверчано, яка знаходилась в передмісті Флоренції. Баджо викликали в команду, і він переїхав туди готуватися. Але фанати Фіорентини перейшли і туди. Вони оточили спортивну базу і взяли її в облогу. Безлад та сутички тривали декілька днів. У сутичках постраждало декілька десятків фанатів, яких було госпіталізовано, ще десятки фанатів було заарештовано. Після цього переходу фанати зненавиділи Роберто і не пробачили йому, назвавши «Іудою».

### «Ювентус»
В 23 річному віці Роберто вперше потрапив до гранда світового футболу. В Турині ще пам'ятали свого ідола Мішеля Платіні, який був беззаперечним лідером команди протягом багатьох років і покладали величезні надії на Баджо, адже Роберто отримав той же 10 номер на футболці. Керівництво також після заплаченої рекордних коштів очікувало від Баджо миттєвої віддачі. 9 серпня 1990 в Пармі проти однойменної команди він дебютував за «Ювентус», де забив переможний гол, а матч закінчився з рахунком 1:2. Перший матч в Кубку Італії проти «Таранто» також видався результативним для Баджо, він і там забив гол у ворота суперника. Загалом він показував непогану гру, був лідером атак, хоча грав не чистого нападника, а між нападниками і півзахистом. Бачачи гру Баджо, колишня легенда «Ювентуса» Мішель Платіні казав що Роберто не чиста десятка, яким був він, що він скоріше дев'ять з половиною. Журналісти намагалися роздмухати конфлікт, але Баджо не пішов на це і згодився з Платіні, адже він дійсно займав позицію між півзахистом та нападом, де в основному грали Сальваторе Скіллачі та П'єрлуїджи Казірагі. 6 квітня 1991 року Баджо повернувся у Флоренцію, але вже як гравець «Ювентуса». Фанати «Фіорентини» пам'ятали недавній перехід свого колишнього кумира в іншу команду і тримали на нього образу. На під'їзді автобуса «Ювентуса» до стадіону він був закиданий гнилими овочами. Роберто вийшов в основі «Ювентуса» на гру проти «Фіорентини», а фанати на стадіоні викрикували образливі слова на його адресу. Під час матчу в ворота «Фіорентини» був призначений пенальті, Баджо був штатним пенальтистом команди, але незважаючи на прохання своїх партнерів пробивати в ворота своєї колишньої команди відмовився, мотивуючи це тим що якщо він не заб'є всі будуть вважати що він це зробив навмисно. Призначений пенальті «Ювентус» не забив, а Баджо був тут же замінений. Коли він йшов з поля до лави запасних один з фанатів кинув фіолетовий шарф «Фіорентини» на газон, Роберто помітив його, підняв і вдяг на себе. Той матч з рахунком 1:0 виграла «Фіорентина». Після фінального свистка Роберто в філолетовим шарфом на шиї пішов до трибун з фанатами «Фіорентини» та почав їм аплодувати, бачачи це частина фанів «Фіорентини» почала аплодувати, але більшість продовжувала свистіти і кричати прокльони. В тому сезоні команду тренував Луїджі Майфреді, під його керівництвом «Ювентус» демонстрував невиразну гру і команда була далекою від боротьби за чемпіонство. У всіх проблемах фанати і керівництво «Ювентуса» звинувачувало головного тренера Майфреді, та гравця за якого були заплачені великі кошти — Роберто Баджо. До того ж, враховуючи дії Роберто в останньому матчі з «Фіорентиною», він не асоціював себе з ювентіні. Тим не менш Баджо справно забивав у всіх турнірах в яких брав участь. В Серії А «Ювентус» виступив погано, зайнявши 7 місце, яке не дозволило команді в наступному сезоні виступати в єврокубках. Баджо ж забив 14 голів, став найкращим бомбардиром команди і поступився найкращому бомбардиру чемпіонату Джанлуці Віаллі 5 голів. В Кубку Італії він дійшов до 1/4 фіналу, де провів 5 матчів, та забив 3 голи. В єврокубках «Ювентус» виступав в Кубку Кубків, там в 1/2 фіналу він поступився «Барселоні», а Роберто показав високу результативність. Провівши 8 матчів він забив 9 голів і став найкращим бомбардиром турніру. Наприкінці сезону за незадовільний результат керівництво «Ювентуса» звільнило Луїджі Майфреді. За цей сезон Баджо і Майфреді здружилися і знайшли порозуміння.
|  | Роберто Баджо: — Його невдача стала і моєю… Але знайти гарного друга – це вже велична перемога! |

Майфреді відповів Баджо взаємністю.
|  | Луїджі Майфреді: — Моя мрія – тренувати не величну команду, а команду в якій грає Роберто Баджо. |

З сезону 1991-1992 на пост головного тренера прийшов Джованні Трапаттоні, який на той час був одним з найвеличніших тренерів Італії, за декілька років до того він вже був тренером «Ювентуса» і здобув з ним велику кількість трофеїв. Той сезон для Роберто був напруженим. В його сім'ї народилася перша дитина, дочка Валентина. Тому він розривався між родиною і футболом. Тим не менш Роберто добре провів сезон. В чемпіонаті він забив 18 голів і став другим бомбардиром, поступившись Марко ван Бастену. Команда Роберто поступилася чемпіонством «Мілану» та зайняла 2 місце. «Ювентус» не брав участі в єврокубках, тому приділив увагу Кубку Італії і дійшов до фіналу, де зустрівся з «Пармою» Невіо Скали. Домашній матч, завдяки голу Роберто, «Ювентус» виграв з рахунком 1:0. В Пармі, у матчі відповіді, «Ювентус» поступився з рахунком 2:0 і програв трофей. В Кубку Італії того сезону Роберто провів 8 матчів та забив 4 голи.

## Досягнення
- Чемпіон Італії (2):

«Ювентус»: 1994-95: «Мілан»: 1995-96
- Володар Кубка Італії (1):

«Ювентус»: 1994-95
- Володар Кубка УЄФА (1):

«Ювентус»: 1992-93
- Віце-чемпіон світу: 1994
- Бронзовий призер чемпіонату світу: 1990

## Статистика виступів

### Клубна статистика
| Сезон               | Команда             | Чемпіонат           | Чемпіонат | Чемпіонат | Кубок Італії | Кубок Італії | Кубок Італії | Єврокубки | Єврокубки | Єврокубки | Інші кубки | Інші кубки | Інші кубки | Всього | Всього |
| Сезон               | Команда             | Змаг.               | Матчі     | Голи      | Змаг.        | Матчі        | Голи         | Змаг.     | Матчі     | Голи      | Змаг.      | Матчі      | Голи       | Матчі  | Голи   |
| ------------------- | ------------------- | ------------------- | --------- | --------- | ------------ | ------------ | ------------ | --------- | --------- | --------- | ---------- | ---------- | ---------- | ------ | ------ |
| 1982-1983           | Віченца             | C1                  | 1         | 0         | КІ           | 0            | 0            | -         | -         | -         | -          | -          | -          | 1      | 0      |
| 1983-1984           | Віченца             | C1                  | 6         | 1         | КІ-С+КІ      | 2+4          | 1+0          | -         | -         | -         | -          | -          | -          | 12     | 2      |
| 1984-1985           | Віченца             | C1                  | 29        | 12        | КІ           | 5            | 2            | -         | -         | -         | -          | -          | -          | 34     | 14     |
| Всього в Віченці    | Всього в Віченці    | Всього в Віченці    | 36        | 13        |              | 11           | 3            |           |           |           |            |            |            | 47     | 16     |
| 1985–1986           | Фіорентина          | A                   | 0         | 0         | КІ           | 5            | 0            | -         | -         | -         | -          | -          | -          | 5      | 0      |
| 1986–1987           | Фіорентина          | A                   | 5         | 1         | КІ           | 4            | 2            | КУ        | 1         | 0         | -          | -          | -          | 10     | 3      |
| 1987–1988           | Фіорентина          | A                   | 27        | 6         | КІ           | 7            | 3            | -         | -         | -         | -          | -          | -          | 34     | 9      |
| 1988–1989           | Фіорентина          | A                   | 30+1      | 15+0      | КІ           | 10           | 9            | -         | -         | -         | -          | -          | -          | 41     | 24     |
| 1989–1990           | Фіорентина          | A                   | 32        | 17        | КІ           | 2            | 1            | КУ        | 12        | 1         | -          | -          | -          | 46     | 19     |
| Всього в Фіорентині | Всього в Фіорентині | Всього в Фіорентині | 94+1      | 39        |              | 28           | 15           |           | 13        | 1         |            |            |            | 136    | 55     |
| 1990–1991           | Ювентус             | A                   | 33        | 14        | КІ           | 5            | 3            | КК        | 8         | 9         | СІ         | 1          | 1          | 47     | 27     |
| 1991–1992           | Ювентус             | A                   | 32        | 18        | КІ           | 8            | 4            | -         | -         | -         | -          | -          | -          | 40     | 22     |
| 1992–1993           | Ювентус             | A                   | 27        | 21        | КІ           | 7            | 3            | КУ        | 9         | 6         | -          | -          | -          | 43     | 30     |
| 1993–1994           | Ювентус             | A                   | 32        | 17        | КІ           | 2            | 2            | КУ        | 7         | 3         | -          | -          | -          | 41     | 22     |
| 1994–1995           | Ювентус             | A                   | 17        | 8         | КІ           | 4            | 2            | КУ        | 8         | 4         | -          | -          | -          | 29     | 14     |
| Всього в Ювентусі   | Всього в Ювентусі   | Всього в Ювентусі   | 141       | 78        |              | 26           | 14           |           | 32        | 22        |            | 1          | 1          | 200    | 115    |
| 1995–1996           | Мілан               | A                   | 28        | 7         | КІ           | 1            | 0            | КУ        | 5         | 3         | -          | -          | -          | 34     | 10     |
| 1996–1997           | Мілан               | A                   | 23        | 5         | КІ           | 5            | 3            | ЛЧ        | 5         | 1         | -          | -          | -          | 33     | 9      |
| Всього в Мілані     | Всього в Мілані     | Всього в Мілані     | 51        | 12        |              | 6            | 3            |           | 10        | 4         |            |            |            | 67     | 19     |
| 1997–1998           | Болонья             | A                   | 30        | 22        | КІ           | 3            | 1            | -         | -         | -         | -          | -          | -          | 33     | 23     |
| 1998–1999           | Інтер               | A                   | 23+2      | 5+1       | КІ           | 4            | 0            | ЛЧ        | 6         | 4         | -          | -          | -          | 35     | 10     |
| 1999–2000           | Інтер               | A                   | 18+1      | 4+2       | КІ           | 5            | 1            | -         | -         | -         | -          | -          | -          | 24     | 7      |
| Всього в Інтері     | Всього в Інтері     | Всього в Інтері     | 41+3      | 9+3       |              | 9            | 1            |           | 6         | 4         |            |            |            | 59     | 17     |
| 2000–2001           | Брешія              | A                   | 25        | 10        | КІ           | 3            | 0            | -         | -         | -         | -          | -          | -          | 28     | 10     |
| 2001–2002           | Брешія              | A                   | 12        | 11        | КІ           | 1            | 0            | КІ        | 2         | 1         | -          | -          | -          | 15     | 12     |
| 2002–2003           | Брешія              | A                   | 32        | 12        | КІ           | 0            | 0            | -         | -         | -         | -          | -          | -          | 32     | 12     |
| 2003–2004           | Брешія              | A                   | 26        | 12        | КІ           | 0            | 0            | -         | -         | -         | -          | -          | -          | 26     | 12     |
| Всього в Брешії     | Всього в Брешії     | Всього в Брешії     | 95        | 45        |              | 4            | 0            |           | 2         | 1         |            |            |            | 101    | 46     |
| Всього              | Всього              | Всього              | 488+4     | 218+3     |              | 87           | 37           |           | 63        | 32        |            | 1          | 1          | 643    | 291    |

### Матчі за збірну

Баджо забиває гол у ворота збірної Чехословаччини на ЧС 1990

| #   | Дата       | Місто        | Суперник       | Рахунок      | Турнір              | Голи | Країна     |
| --- | ---------- | ------------ | -------------- | ------------ | ------------------- | ---- | ---------- |
| 01. | 16-11-1988 | Рим          | Нідерланди     | 1-0          | Товариський матч    | 0    | Італія     |
| 02. | 29-03-1989 | Сибіу        | Румунія        | 1-0          | Товариський матч    | 0    | Румунія    |
| 03. | 22-04-1989 | Верона       | Уругвай        | 1-1          | Товариський матч    | 1    | Італія     |
| 04. | 20-09-1989 | Чезена       | Болгарія       | 4–0          | Товариський матч    | 2    | Італія     |
| 05. | 14-10-1989 | Болонья      | Бразилія       | 0-1          | Товариський матч    | 0    | Італія     |
| 06. | 11-11-1989 | Віченца      | Алжир          | 1–0          | Товариський матч    | 0    | Італія     |
| 07. | 15-11-1989 | Лондон       | Англія         | 0-0          | Товариський матч    | 0    | Англія     |
| 08. | 21-02-1990 | Роттердам    | Нідерланди     | 0–0          | Товариський матч    | 0    | Нідерланди |
| 09. | 19-06-1990 | Рим          | Чехословаччина | 2-0          | ЧС 1990             | 1    | Італія     |
| 10. | 25-06-1990 | Рим          | Уругвай        | 2-0          | ЧС 1990             | 0    | Італія     |
| 11. | 30-06-1990 | Рим          | Ірландія       | 1-0          | ЧС 1990             | 0    | Італія     |
| 12. | 03-07-1990 | Неаполь      | Аргентина      | 1-1 пен. 4-3 | ЧС 1990             | 0    | Італія     |
| 13. | 07-07-1990 | Барі         | Англія         | 2-1 пен. 3-4 | ЧС 1990             | 1    | Італія     |
| 14. | 26-09-1990 | Палермо      | Нідерланди     | 1–0          | Товариський матч    | 1    | Італія     |
| 15. | 17-10-1990 | Будапешт     | Угорщина       | 1-1          | Відбір до Євро 1992 | 1    | Угорщина   |
| 16. | 03-11-1990 | Рим          | СРСР           | 0–0          | Відбір до Євро 1992 | 0    | Італія     |
| 17. | 25-09-1991 | Софія        | Болгарія       | 2–1          | Товариський матч    | 0    | Болгарія   |
| 18. | 21-12-1991 | Фоджа        | Кіпр           | 2-0          | Відбір до Євро 1992 | 1    | Італія     |
| 19. | 19-02-1992 | Чезена       | Сан-Марино     | 4-0          | Товариський матч    | 2    | Італія     |
| 20. | 25-03-1992 | Турин        | Німеччина      | 1-0          | Товариський матч    | 1    | Італія     |
| 21. | 31-05-1992 | Нью-Гейвен   | Португалія     | 0-0          | Товариський матч    | 0    | Італія     |
| 22. | 06-06-1992 | Чикаго       | США            | 1-1          | Товариський матч    | 1    | США        |
| 23. | 09-09-1992 | Ейндговен    | Нідерланди     | 2-3          | Товариський матч    | 1    | Нідерланди |
| 24. | 14-10-1992 | Кальярі      | Швейцарія      | 2-2          | Відбір до ЧС 1994   | 1    | Італія     |
| 25. | 18-11-1992 | Глазго       | Шотландія      | 0–0          | Відбір до ЧС 1994   | 0    | Шотландія  |
| 26. | 20-01-1993 | Флоренція    | Мексика        | 2-0          | Товариський матч    | 1    | Італія     |
| 27. | 24-02-1993 | Порту        | Португалія     | 1-3          | Відбір до ЧС 1994;; | 1    | Нідерланди |
| 28. | 14-04-1993 | Трієст       | Естонія        | 2-0          | Відбір до ЧС 1994   | 1    | Італія     |
| 29. | 01-05-1993 | Берн         | Швейцарія      | 1-0          | Відбір до ЧС 1994   | 0    | Швейцарія  |
| 30. | 22-09-1993 | Таллінн      | Естонія        | 0-3          | Відбір до ЧС 1994   | 2    | Естонія    |
| 31. | 13-10-1993 | Рим          | Шотландія      | 3-1          | Відбір до ЧС 1994   | 0    | Італія     |
| 32. | 17-11-1993 | Мілан        | Португалія     | 1-0          | Відбір до ЧС 1994   | 0    | Італія     |
| 33. | 16-02-1994 | Неаполь      | Франція        | 0-1          | Товариський матч    | 0    | Італія     |
| 34. | 27-05-1994 | Парма        | Фінляндія      | 2-0          | Товариський матч    | 0    | Італія     |
| 35. | 03-06-1994 | Рим          | Швейцарія      | 1-0          | Товариський матч    | 0    | Італія     |
| 36. | 11-06-1994 | Нью-Гейвен   | Коста-Рика     | 1-0          | Товариський матч    | 0    | США        |
| 37. | 18-06-1994 | Нью-Йорк     | Ірландія       | 0-1          | ЧС 1994             | 0    | США        |
| 38. | 23-06-1994 | Нью-Йорк     | Норвегія       | 1-0          | ЧС 1994             | 0    | США        |
| 39. | 28-06-1994 | Вашингтон    | Мексика        | 1-1          | ЧС 1994             | 0    | США        |
| 40. | 05-07-1994 | Бостон       | Нігерія        | 1-2          | ЧС 1994             | 2    | США        |
| 41. | 09-07-1994 | Бостон       | Іспанія        | 2-1          | ЧС 1994             | 1    | США        |
| 42. | 13-07-1994 | Нью-Йорк     | Болгарія       | 2-1          | ЧС 1994             | 2    | США        |
| 43. | 17-07-1994 | Лос-Анджелес | Бразилія       | 0–0 пен. 2-3 | ЧС 1994             | 0    | США        |
| 44. | 16-11-1994 | Палермо      | Хорватія       | 1-2          | Відбір до Євро 1996 | 0    | Італія     |
| 45. | 06-09-1995 | Удіне        | Словенія       | 1–0          | Відбір до Євро 1996 | 0    | Італія     |
| 46. | 30-04-1997 | Неаполь      | Польща         | 3-0          | Відбір до ЧС 1998   | 1    | Італія     |
| 47. | 10-09-1997 | Тбілісі      | Грузія         | 0–0          | Відбір до ЧС 1998   | 0    | Грузія     |
| 48. | 02-06-1998 | Гетеборг     | Швеція         | 1-0          | Товариський матч    | 0    | Швеція     |
| 49. | 11-06-1998 | Бордо        | Чилі           | 2-2          | ЧС 1998             | 1    | Франція    |
| 50. | 17-06-1998 | Монпельє     | Камерун        | 3-0          | ЧС 1998             | 0    | Франція    |
| 51. | 23-06-1998 | Сен-Дені     | Австрія        | 2-1          | ЧС 1998             | 1    | Франція    |
| 52. | 03-07-1998 | Париж        | Франція        | 0-0 пен. 3-4 | ЧС 1998             | 0    | Франція    |
| 53. | 05-09-1998 | Ліверпуль    | Уельс          | 0–2          | Відбір до Євро 2000 | 0    | Англія     |
| 54. | 10-02-1999 | Піза         | Норвегія       | 0-0          | Товариський матч    | 0    | Італія     |
| 55. | 31-03-1999 | Анкона       | Білорусь       | 1–1          | Відбір до Євро 2000 | 0    | Італія     |
| 56. | 28-04-2004 | Генуя        | Іспанія        | 1–1          | Товариський матч    | 0    | Італія     |